# Funny Face (trilha sonora)
Funny Face é a trilha sonora do filme homónimo de 1957, com música de George Gershwin, do seu musical da Broadway Funny Head (1927), e de novas músicas compostas pelo produtor do filme, Roger Edens.

## Recepção
| Críticas profissionais | Críticas profissionais |
| Avaliações da crítica  | Avaliações da crítica  |
| Fonte                  | Avaliação              |
| ---------------------- | ---------------------- |
| Allmusic               | [ 1 ]                  |

A crítica do Allmusic por William Ruhlmann premiou o álbum com 3,5 estrelas e descreveu a música de Eden como "medíocre", acrescentando que "mais objetivamente... (Eden) reescreve muitas das letras de Ira Gershwin e até mesmo algumas das músicas de George Gershwin". Ruhlmann elogia Astaire como "tipicamente eficaz"

## Lista de músicas
| N.º            | Título                                                         | Compositor(es)                | Artista(s)                  | Duração |  |
| 1.             | "Abertura: Overture / Funny Face / 's Wonderful / Think Pink!" | George Gershwin & Roger Edens | Fred Astaire & Kay Thompson | 3:55    |  |
| 2.             | "How Long Has This Been Going On?"                             | Ira & George Gershwin         | Audrey Hepburn              | 5:11    |  |
| 3.             | "How Long Has This Been Going On?" (reprise)                   | Gershwin                      | Hepburn & Astaire           | 1:09    |  |
| 4.             | "Funny Face"                                                   | George & Ira Gershwin         | Astaire                     | 3:46    |  |
| 5.             | "Bonjour, Paris!"                                              | Roger Edens                   | Astaire, Hepburn & Thompson | 6:13    |  |
| 6.             | "Clap Yo' Hands"                                               | George & Ira Gershwin         | Astaire & Thompson          | 3:37    |  |
| 7.             | "He Loves and She Loves"                                       | George & Ira Gershwin         | Astaire                     | 5:07    |  |
| 8.             | "Bonjour, Paris!"                                              | Edens                         | Astaire & Hepburn           | 1:03    |  |
| 9.             | "On How To Be Lovely"                                          | Edens                         | Astaire, Hepburn & Thompson | 2:45    |  |
| 10.            | "Basal Metabolism"                                             | Alexander Courage             | Astaire                     | 2:58    |  |
| 11.            | "Let's Kiss and Make Up"                                       | George & Ira Gershwin         | Astaire                     | 4:53    |  |
| 12.            | "'S Wonderful"                                                 | George Gershwin               | Astaire & Hepburn           | 2:05    |  |
| Duração total: | Duração total:                                                 | Duração total:                | Duração total:              | 42:08   |  |